# Z : Là où tout commence
Z : Là où tout commence (Z: The Beginning of Everything) est une série télévisée américaine en dix épisodes d'environ 27 minutes, dont le pilote a été diffusé le 5 novembre 2015 sur la plateforme de VOD Amazon Video, et les neuf autres épisodes mis en ligne le 27 janvier 2017. Elle est basée sur le roman Z: A Novel of Zelda Fitzgerald de Therese Anne Fowler (en) publié en 2013.

## Synopsis
La série retrace la vie de Zelda Sayre Fitzgerald et sa rencontre avec F. Scott Fitzgerald.

## Distribution

### Acteurs principaux
- Christina Ricci (VF : Marie-Eugénie Maréchal) : Zelda Sayre Fitzgerald
- David Hoflin (en) (VF : Alexandre Gillet) : F. Scott Fitzgerald
- Gavin Stenhouse : F. Scott Fitzgerald (dans le pilote seulement)
- David Strathairn (VF : Hervé Bellon) : Juge Anthony Sayre

### Acteurs récurrents
- Kristine Nielsen (VF : Brigitte Virtudes) : Minnie Sayre
- Holly Curran (VF : Capucine Lespinas) : Tilde Sayre
- Jamie Anne Allman (VF : Sybille Tureau) : Tootsie Sayre
- Maya Kazan (VF : Zina Khakhoulia) : Livye Hart
- Sarah Schenkkan (VF : Caroline Mozzone) : Eleanor Browder

## Production
Le 27 avril 2017, la série est renouvelée pour une deuxième saison, Karl Gajdusek devenant le nouveau showrunner. Par contre, le 7 septembre 2017, Amazon annule la série, alors à l'étape des scripts.

## Épisodes
1. Soir de bal (Pilot)
2. Départ pour le front (Just Humans)
3. Vers le paradis (The Right Side of Paradise)
4. Lune de miel (You, Me and Us)
5. Là où elle se trouve (The It Girl)
6. Hollywood (Lights! Camera! Fitzgerald!)
7. Princeton au printemps (Where There Are Friends, There Are Riches)
8. Une saison à Westport (Playing House)
9. Sables mouvants (Quicksand)
10. Par-dessus tout (Best of All)